# Axel Trolle-Wachtmeister
Axel Knut Trolle-Wachtmeister af Johannishus, född 13 mars 1812 i Stockholm, död 7 april 1907 i Kristianstad, var en svensk greve, kammarherre, ämbetsman och tecknare.

## Biografi
Axel Trolle-Wachtmeister var son till justitiekanslern, greve Hans Gabriel Trolle-Wachtmeister och friherrinnan Catharina Charlotta Leijonhufvud. Han gifte sig första gången 1842 med Henrietta Gunilla Wachtmeister och andra gången från 1845 med hennes syster Sofie-Louise Wachtmeister. Han var bror till Louise Catharina Wachtmeister och halvbror till Eleonora Sofia Barnekow samt farfar till Sophie-Louise Wachtmeister. Han blev vice häradshövding 1834 och tjänstgjorde därefter under många år som kammarherre och hovmarskalk. Han var landshövding i Kristianstads län 1866–1883. Från 1871 innehade han fideikommissen Trolle-Ljungby och Årup i Skåne. Han var ledamot av Sveriges riksdag. Som konstnär utförde han tecknade porträtt.